# Тримата мъже с фамилия Гаридеб
„Тримата мъже с фамилия Гаридеб“ (на английски: The Adventure of the Three Garridebs) е разказ на писателя Артър Конан Дойл за известния детектив Шерлок Холмс. Включен е в сборника „Архив на Шерлок Холмс“ (The Case-Book of Sherlock Holmes), за първи път публикуван в списание „Странд“ в периода октомври 1921 – април 1927 г.

## Сюжет
Внимание:  Текстът по-долу разкрива сюжета на произведението (или части от него)!
В края на юни 1902 към Шерлок Холмс се обръща Нейтън Гаридеб, от улица „Литъл Райдър стрийт“ №136 , с една много необичайна молба: дали Холмс е чувал и може ли да намери в Англия друг човек с необикновената фамилията Гаридеб. Преди известно време, към Нейтън Гаридеб се обръща съименникът му, американският адвокат Джон Гаридеб от Канзас с едно изключително предложение. В Канзас е живял милионерът Александър Хамилтън Гаридеб, който е много горд с рядката си фамилия. При случайна среща с Джон Гаридеб милионерът обещава, че след смъртта му трима мъже на име Гаридеб ще получат цялото му богатство от 15 милиона долара. По този начин, Джон Гаридеб трябва да намери още двама съименници. Един от тях той е намерил в Англия, това е Нейтън Гаридеб, възрастен мъж, собственик на малка частна колекция от антики. И сега, за да получи всеки наследството от пет милиона долара, Нейтън и Джон трябва да се намерят още един Гаридеб.
В същото време на „Бейкър Стрийт“ 221 идва и американският адвокат Джон Гаридеб. Първоначално Джон Гаридеб се отнася враждебно към Холмс и Уотсън, като е изключително раздразнен от факта, че Нейтън Гаридеб се е обърнал за помощ към Холмс. Все пак Джон се съгласява да приеме тяхната помощ в намирането на съименника им. Холмс обещава да им помогне и пита Джон Гаридеб дали не познава доктор Лисандър Стар, който през 1890 г. е бил кмет на Топека, родния град на Джон Гаридеб. „Американецът“ потвърждава, че Стар е бил велик кмет.
Когато адвокатът си тръгва, Холмс обяснява на Уотсън, че цялата история е една лъжа. „Д-р Лисандър Стар от Топека“ не съществува, защото това е измислица на Холмс. Холмс предлага на Уотсън да проверят дали Нейтън Гаридеб не е измамник и го уведомяват по телефона за визитата. След като говорят с Нейтън Гаридеб, Холмс осъзнава, че той е истински. Нейтън Гаридеб, който е много доверчив човек, кабинетен учен и чудноват колекционер, има грандиозни планове. С получените 5 милиона той възнамерява да създаде нов музей, който да съперничи на известния Британския музей.
В този момент в къщата идва веселият Джон Гаридеб и тържествено обявява, че е намерил третия Гаридеб. Той показва вестникарска реклама на Хауърд Гаридеб от малък град в окръг Бирмингам, който е конструктор на селскостопанска техника. Джон предлага на Нейтън Гаридеб незабавно да отидат при третия си съименник с радостните новини. Нейтън Гаридеб възразява, тъй като той практически не напуска своя дом, но Холмс енергично подкрепя американския адвокат. Преди да си тръгнат, Холмс моли Нейтън да му даде ключ от къщата, за да изучи подробно колекцията му, и замаеният от новината колекционер му го оставя.
По-късно Холмс обръща внимание на Уотсън, че обявата във вестника е очевидна лъжа. Първо, има грешка в думата „артезЕански“ (която правилно се пише с „И“), и на второ място, в селскостопанска техника са споменати талиги, които са характерни за САЩ, а не за Англия. Уотсън подкрепя предположението на Холмс и логично предполага, че тази фалшива обява е дал самият Джон Гаридеб.
На следваща сутрин Холмс посещава инспектор Лестрейд в Скотланд Ярд и открива в полицейските архиви, че „Джон Гаридеб“ е престъпникът от Чикаго Джеймс Уингър, наричан още „Евънс Убиеца“, който е избягал от затвор в САЩ. През 1895 г. в Англия Уингър е убил Роджър Пресбъри, известен фалшификатор на пари от Чикаго. Холмс установява още, че предишният обитател на къщата, където сега живее Нейтън Гаридеб, е бил човек много приличащ на убития Пресбъри. Така става ясно престъпното намерение: да измамят стария колекционер с историята за „Гаридеб“ и обявата, да изведат Нейтън Гаридеб извън къщата, за да може Уингър спокойно да проникне в дома му.
Холмс и Уотсън правят засада в къщата на Нейтън, за да заловят Уингър. Те го изчакват да излезе от тайната подземна стая и насочват пистолети към него. Давайки вид, че се предава, престъпникът внезапно стреля два пъти и за късмет Уотсън само е леко ранен в крака. Холмс усмирява престъпника с удар на дръжката на револвера по главата му и се заканва, че би го убил, ако е застрелял Уотсън, като за пръв път показва човешката си привързаност към своя приятел, която винаги е скрита зад безпристрастната му студена външност.
Оказва се, че в тази къща наистина е работил фалшификаторът Пресбъри, а в сутерена има печатница и две хиляди от неговите фалшиви банкноти по сто лири, които е планирал да вземе Уингър. Уингър е осъден на дълъг затвор, а Нейтън Гаридеб, узнавайки истината, се побърква от пълния провал на плановете си за създаване на нов музей.

## Коментар
Сюжетът в разказа е подобен на този в „Клубът на червенокосите“, който също включва измама, при която един човек е изведен от дома си за известно време, за да може да се извърши замисленото престъпление. Същата идея е заложена и в разказа „Писарят“.

## Екранизации
През 1937 г. компанията „NBC“, с разрешението на лейди Конан Дойл, прави първата екранизация на разказа с участието на Луис Хектор като Холмс и Уилям Подмор като д-р Уотсън.
Шестнадесет години по-късно екранизация е направена от телевизия „Гранада“, като ролята на героя Холмс е заместена от неговия по-голям брат Майкрофт Холмс, изиграна от актьора Чарлз Грей, тъй като основният актьор изпълняващ ролята на Холмс – Джеръми Брет, е със силно влошено здраве, намерило отпечатък и в самия сериал.